# تشارلز غوردون (محامي)
تشارلز غوردون (بالإنجليزية: Charles Gordon)‏ هو محامي أمريكي، ولد في 12 أكتوبر 1905، وتوفي في 28 أبريل 1999.